# Список учебных заведений Ярославля
Учебные заведения Ярославля

## Аспирантурыидокторантуры
Аспирантуры есть во всех государственных университетах и академиях города; докторантуры — во всех трёх университетах.

## Повышение квалификацииипрофессиональная переподготовка
Повышение квалификации и профессиональная переподготовка ведётся в университетах и некоторых других вузах города, кроме того имеется:
- Государственная академия промышленного менеджмента имени Н. П. Пастухова (ГАПМ)

## Высшее образование
Государственные вузы

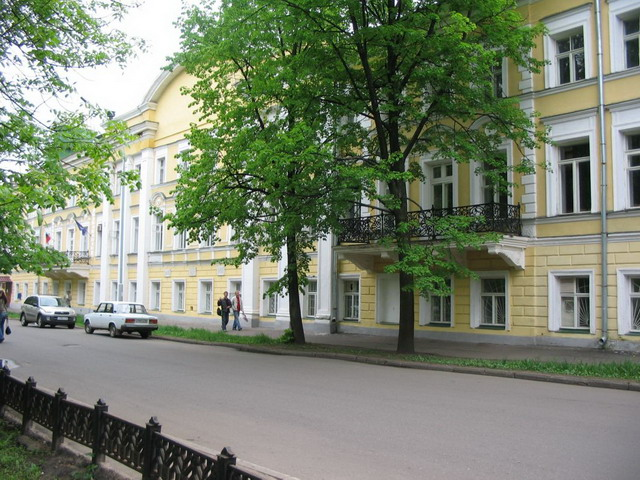
Медицинский университет

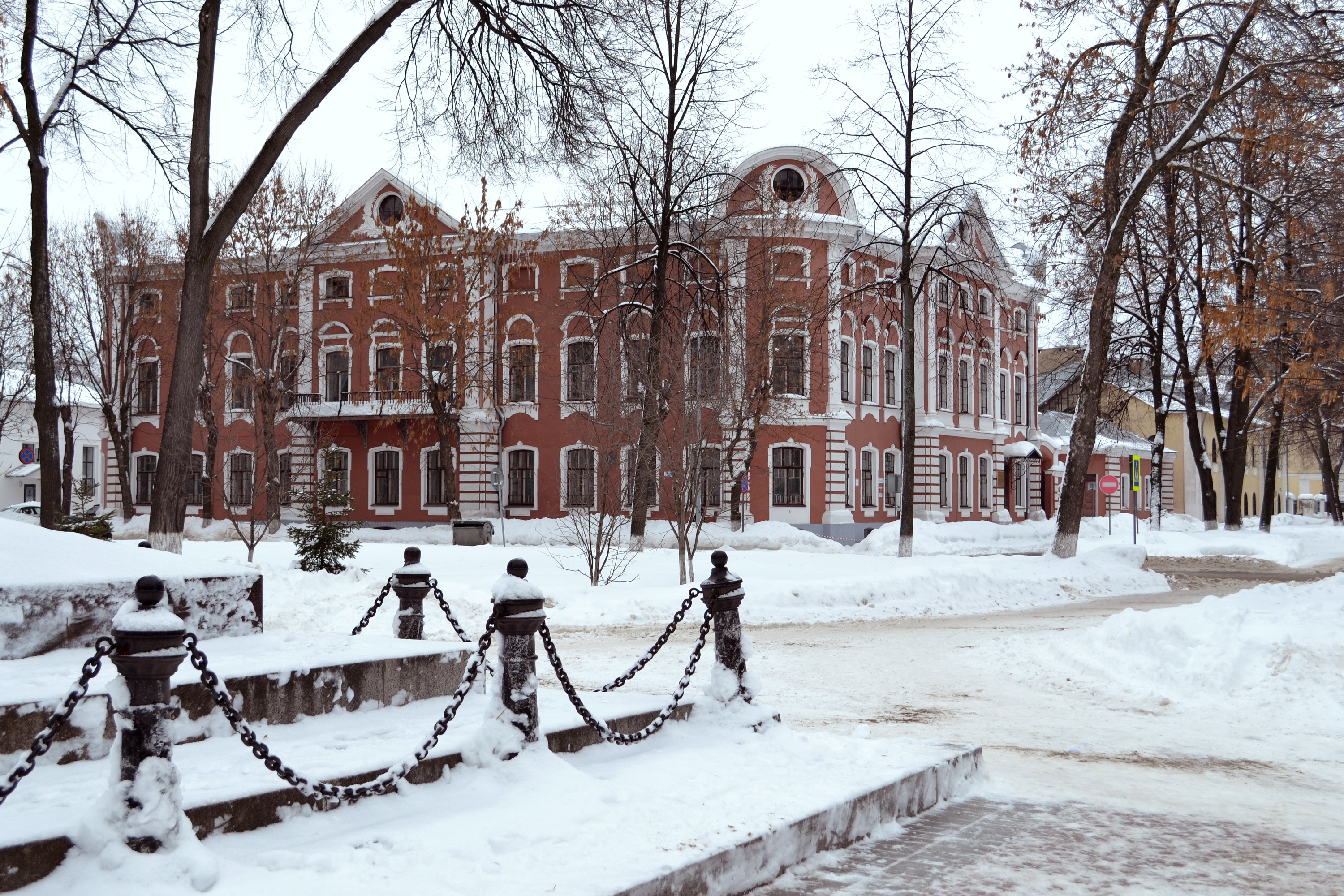
Духовная семинария

Педагогический университет

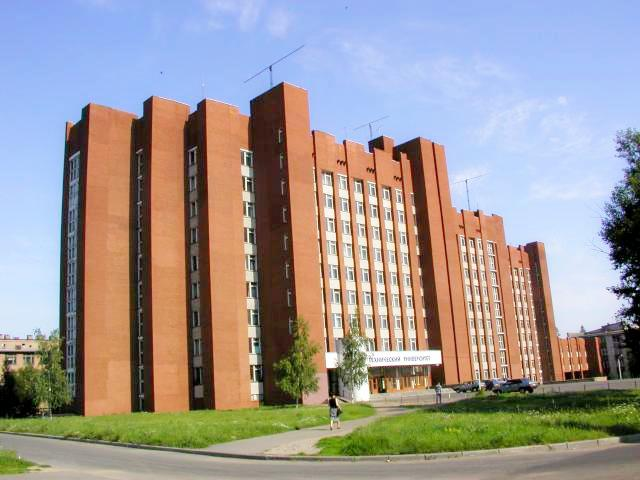
Технический университет

- Ярославский государственный медицинский университет (ЯГМУ)
- Ярославский государственный педагогический университет им. К. Д. Ушинского (ЯГПУ)
- Ярославский государственный технический университет (ЯГТУ)
- Ярославский государственный университет им. П. Г. Демидова (ЯрГУ)
- Ярославский государственный аграрный университет (ЯрГАУ)
- Ярославский государственный театральный институт (ЯГТИ)

Негосударственные вузы
- Международная академия бизнеса и новых технологий (МУБиНТ)
- Ярославская духовная семинария (ЯДС)

Филиалы иногородних вузов
- Академия труда и социальных отношений (ЯФ АТиСО)
- Российский экономический университет имени Г. В. Плеханова Ярославский филиал (Ярославский филиал РЭУ ми. Г. В. Плеханова)
- Военно-космическая академия имени А. Ф. Можайского (ЯФ ВКА)
- Институт финансов, экономики и права офицеров запаса (ЯФ ИФЭПОЗ)
- Ленинградский государственный университет им. А. С. Пушкина (ЯФ ЛГУ)
- Международный «Институт управления» (ЯФ МИУ)
- Международный институт экономики и права (ЯФ МИЭП)
- Московская академия предпринимательства при Правительстве Москвы (ЯФ МосАП)
- Московский финансово-юридический университет — МФЮА (ЯФ МФЮА)
- Московский государственный университет экономики, статистики и информатики (ЯФ МЭСИ)
- Московский психолого-социальный университет (ЯФ МПСУ)
- Московский социально-гуманитарный институт (ЯФ МСГИ)
- Нижегородский коммерческий институт (ЯФ НКИ)
- Региональный финансово-экономический институт (ЯФ РФЭИ)
- Российская международная академия туризма (ЯФ РМАТ)
- Российская открытая академия транспорта Московского государственного университета путей сообщения (ЯФ РОАТ МГУПС)
- Российский государственный гуманитарный университет (ЯФ РГГУ)
- Финансовый университет при Правительстве Российской Федерации (ЯФ ФУ)

## Среднее профессиональное образование
Государственные ссузы
- Колледж Ярославского филиала МЭСИ

ЯПЭК

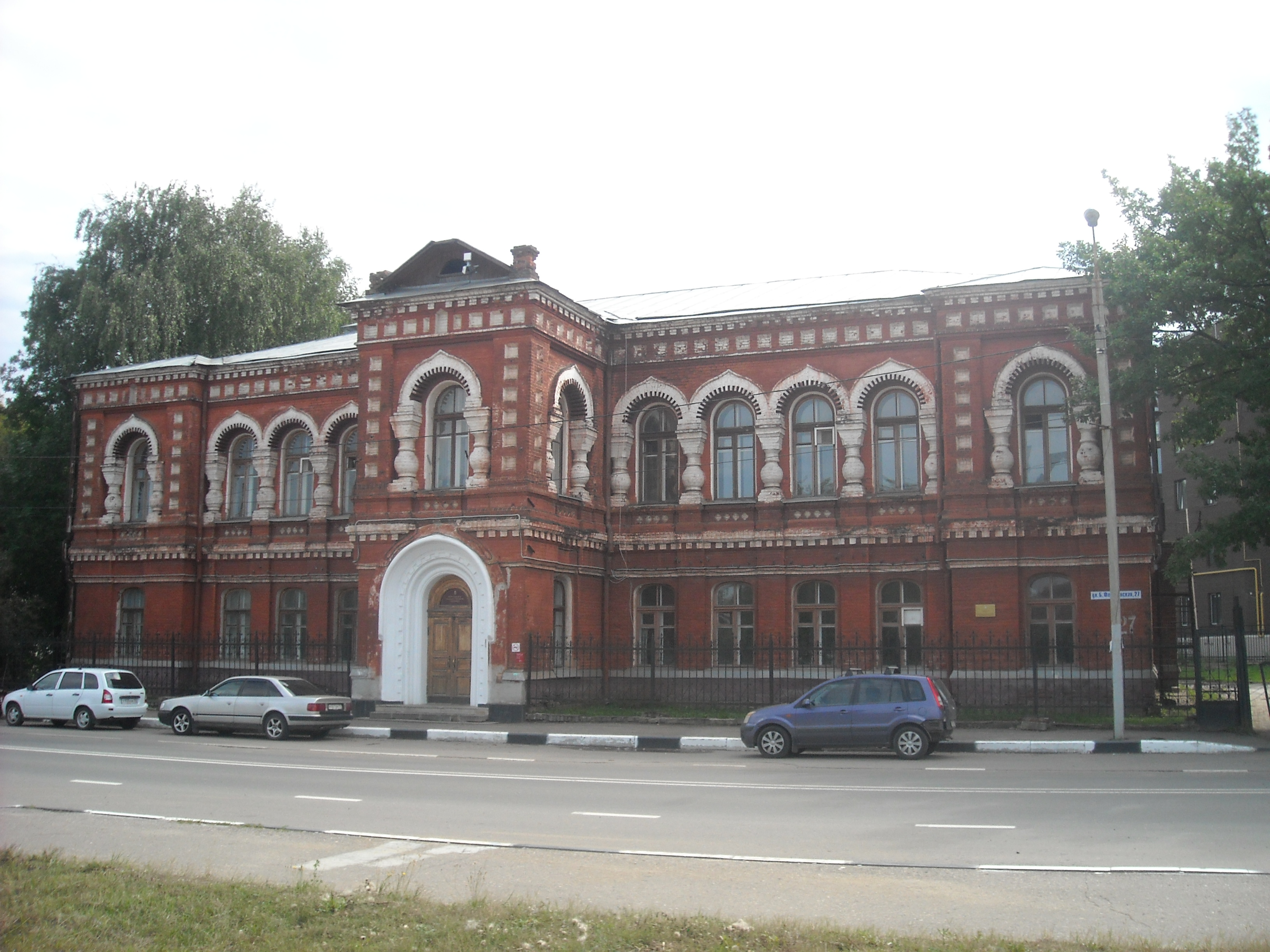
Художественное училище

- Университетский колледж ЯрГУ им. П. Г. Демидова
- Училище олимпийского резерва по хоккею
- Ярославский автомеханический техникум (ЯАМТ)
- Ярославский базовый медицинский колледж
- Ярославский железнодорожный техникум (ЯФ ПГУПС)
- Ярославский градостроительный колледж (ЯГК)
- Ярославский кадетский колледж
- Ярославский колледж культуры (ЯКК)
- Ярославский колледж сервиса и дизайна (ЯКСиД) (бывш. Профессиональное училище №31)
- Ярославский педагогический колледж (ЯПК)
- Ярославский промышленно-экономический колледж им. Н. П. Пастухова (ЯПЭК)
- Ярославский техникум радиоэлектроники и телекоммуникаций (ЯрТРТ)
- Ярославский техникум управления и профессиональных технологий (ЯТУиПТ)
- Ярославский торгово-экономический колледж (ЯТЭК)
- Ярославское музыкальное училище им. Л. В. Собинова (ЯМУ)
- Ярославское художественное училище (ЯХУ)
- Ярославский колледж индустрии питания (ЯрКИП)
- Ярославский электровозоремонтный техникум (бывш. Профессиональное училище №12)
- Заволжский политехнический колледж (бывш. Профессиональное училище №26)
- Ярославский политехнический колледж №24 (бывш. Профессиональное училище №24)
- Ярославский колледж гостиничного и строительного сервиса (бывш. Профессиональное училище №10)

Негосударственные ссузы
- Гуманитарный колледж
- Колледж Ярославского филиала МосАП
- Региональный колледж экономики, права и новых технологий (РКЭПиНТ)
- Техникум Ярославской ремесленной палаты
- Ярославский техникум управления
- Ярославский технологический колледж (ЯрТК)

## Начальное профессиональное образование
- Профессиональные лицеи № 2 (технический), №5 (бывш. Профессиональное училище №5), 7, 21, 36 (коммерческий), химико-технологический (бывш. № 8).
- Профессиональные училища № 9, 11, 13, 14, 22, 55, 56

## Школьное образование

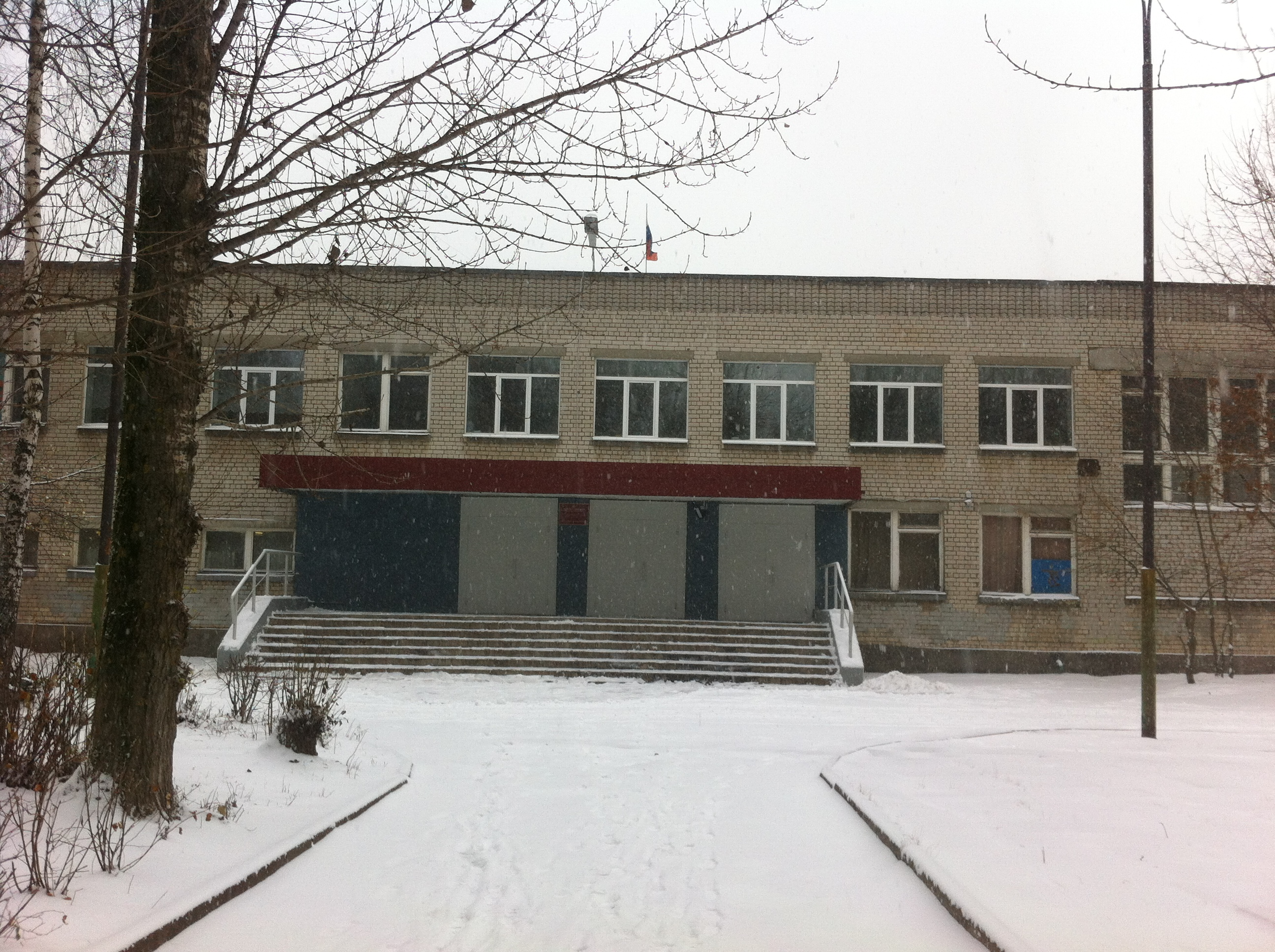
Школа № 11

Школа № 32

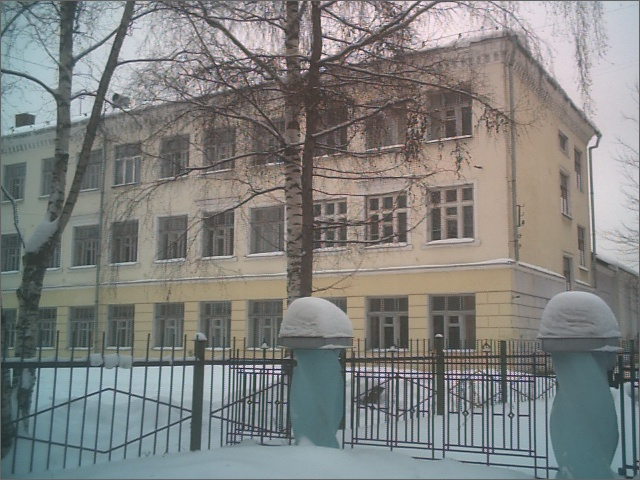
Школа № 33

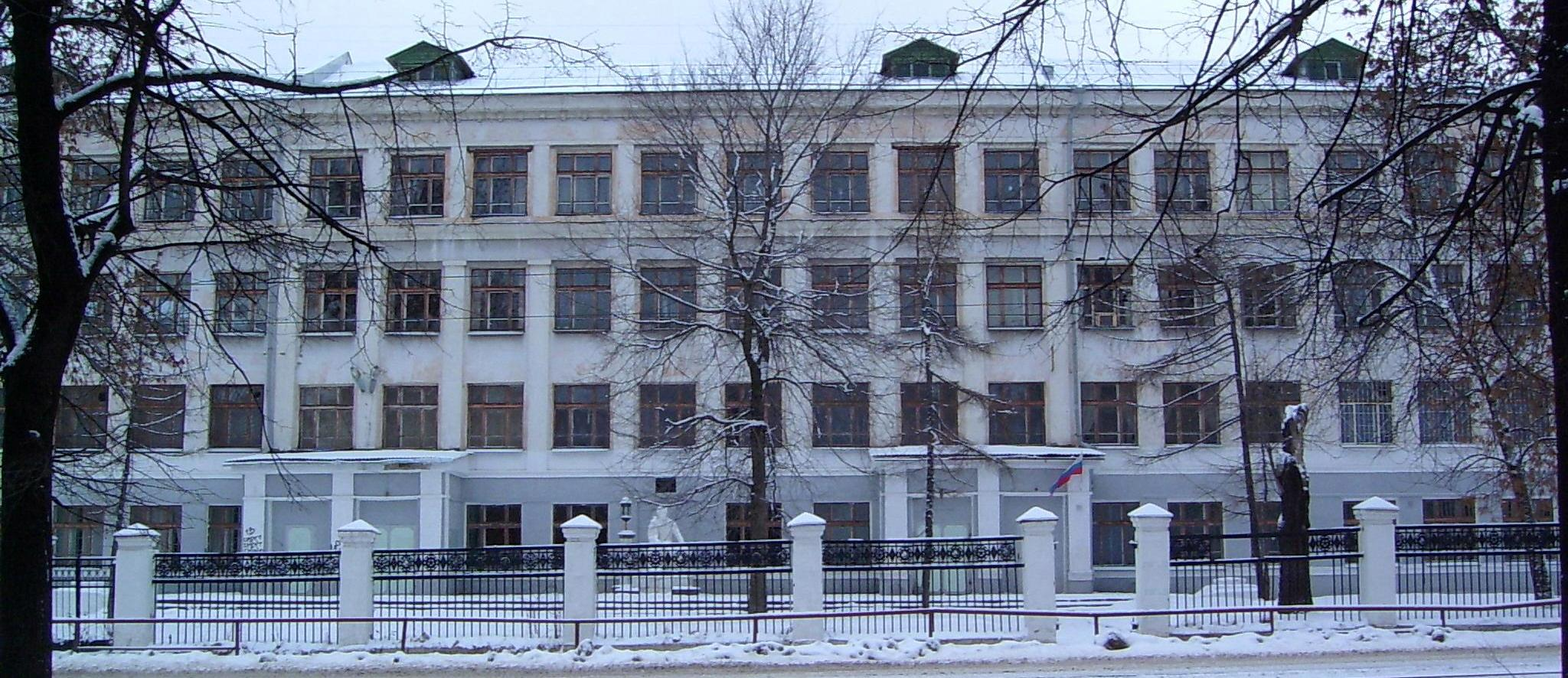
Школа № 43

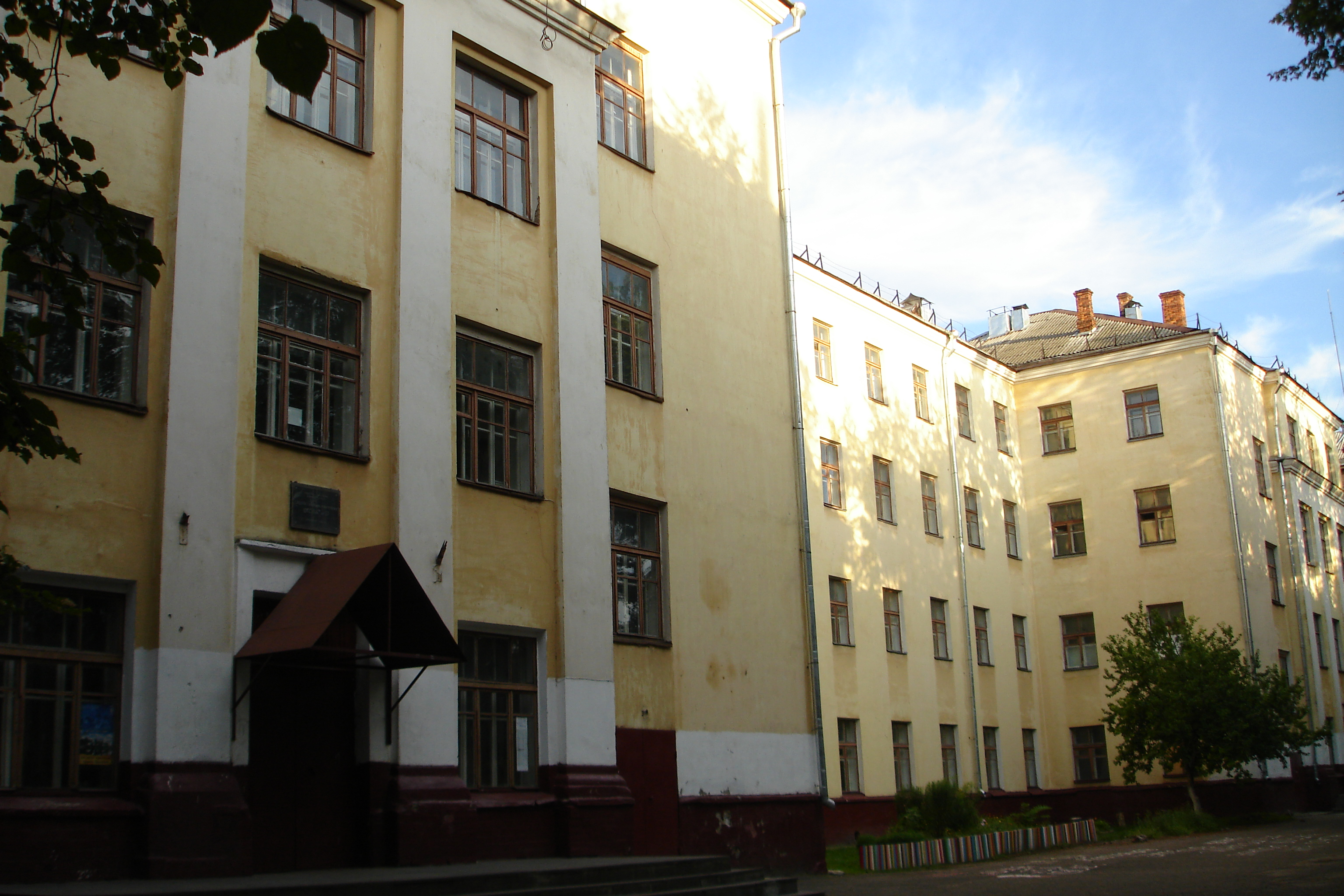
Школа № 57

В городе 107 школ. В том числе:
Гимназии и лицеи
- Гимназия № 1
- Гимназия № 2
- Гимназия № 3
- Гуманитарный колледж
- Женская гимназия
- Лицей № 86
- Лицей при МУБиНТе
- Провинциальный колледж
- Ярославская губернская гимназия имени святителя Игнатия Брянчанинова

Школы с углубленным изучением отдельных предметов
- Школа № 4 имени Н. А. Некрасова — английский язык
- Школа № 29 — кадетские классы
- Школа № 33 имени Карла Маркса — математика
- Школа № 37 — английский язык
- Школа № 42 — французский язык
- Школа № 43 имени А. С. Пушкина — немецкий язык
- Школа № 51 — биолого-географический профиль
- Школа № 58 — предметы естественно-математического цикла
- Школа № 80 — английский язык
- Школа № 84 — английский язык
- Школа № 14 имени В. Н. Лататуева — кадетские классы
- Международная инновационная школа «Мишка»
- Частная школа-банк
- Ярославская вальдорфская школа (Школа-сад на улице Вольная) — предметы гуманитарно-эстетического цикла

Открытые (сменные) школы 93, 94, 95, 96, 97
Специальные (коррекционные) школы № 38, 45
Санаторные школы
- Санаторно-лесная школа
- Санаторные школы-интернаты № 6, 10

Школы-интернаты
- Школа-интернат № 4
- Школа-интернат для слабослышащих детей
- Санаторные школы-интернаты № 6, 10
- Специальные (коррекционные) школы-интернаты № 1, 9, 65 (с дошкольным отделением), 82

Детские дома
- Детский дом Ленинского района
- Детский дом музыкально-художественного воспитания
- Смешанный детский дом № 1
- Специальный (коррекционный) детский дом

Начальные школы — детские сады
- Начальные школы — детские сады № 1, 99, 115, 191
- Специальная начальная школа — детский сад № 158

## Внешкольное образование
В городе 77 заведений внешкольного образования.
Спортивные школы: СДЮШОР; СДЮСШОР № 2, 3, 4, 5, 6, 7, 8, 9, 10, 12, 15, 16, 17; ДЮСШ № 11, 13, 14, 18, 20
Детские школы искусств (ДШИ) № 1-9, имени Е. М. Стомпелева, им. Л. В. Собинова, Детская художественная школа № 4, Детский дом музыкально-художественного воспитания
Центр образования школьников «Олимп» (ЦОШ «Олимп») — проведение районных и областных олимпиад школьников, подготовка школьников к олимпиадам.
Центр дополнительного образования «ЕГЭ ЦЕНТР» - подготовка учеников 9-11 классов к сдаче  государственных экзаменов ( ЕГЭ и ОГЭ )
Дома творчества
- Областной центр детей и юношества
- Городской центр внешкольной работы
- Городской центр детского и юношеского технического творчества
- Городская станция юных натуралистов
- Центр развития творчества детей и юношества
- Детский центр внешкольной работы Красноперекопского района
- Дом творчества детей и юношества Красноперекопского района
- Дом творчества детей и юношества Ленинского района
- Дом детского творчества Фрунзенского района
- Клуб юных моряков и речников им. Ф. Ф. Ушакова
- «Абрис», станция детско-юношеского туризма и краеведения
- «Витязь», центр детского творчества
- «Восхождение», детский центр дополнительного образования
- «Глория», центр внешкольной работы
- «Истоки», центр внешкольной работы
- «Лад», детско-юношеский центр
- «Перспектива», городской центр анимационного творчества детей и юношества
- «Родник», детский эколого-краеведческий центр
- «Россияне», детский творческий центр
- «Созвездие», детско-юношеский центр
- «Ярославич», детско-юношеский центр

Межшкольные учебные комбинаты
- Дзержинский, Заволжский № 1, 2, Кировский, Красноперекопский № 1, 2, Ленинский, Фрунзенский

Центры помощи
- Центр помощи детям
- Городской Академический центр
- Центр консультирования школьников
- Средняя образовательная школа № 59
- центры «Альтер», «Восхождение», «Гармония», «Доверие», «Лад», «Развитие», «Ресурс»

## Дошкольное образование

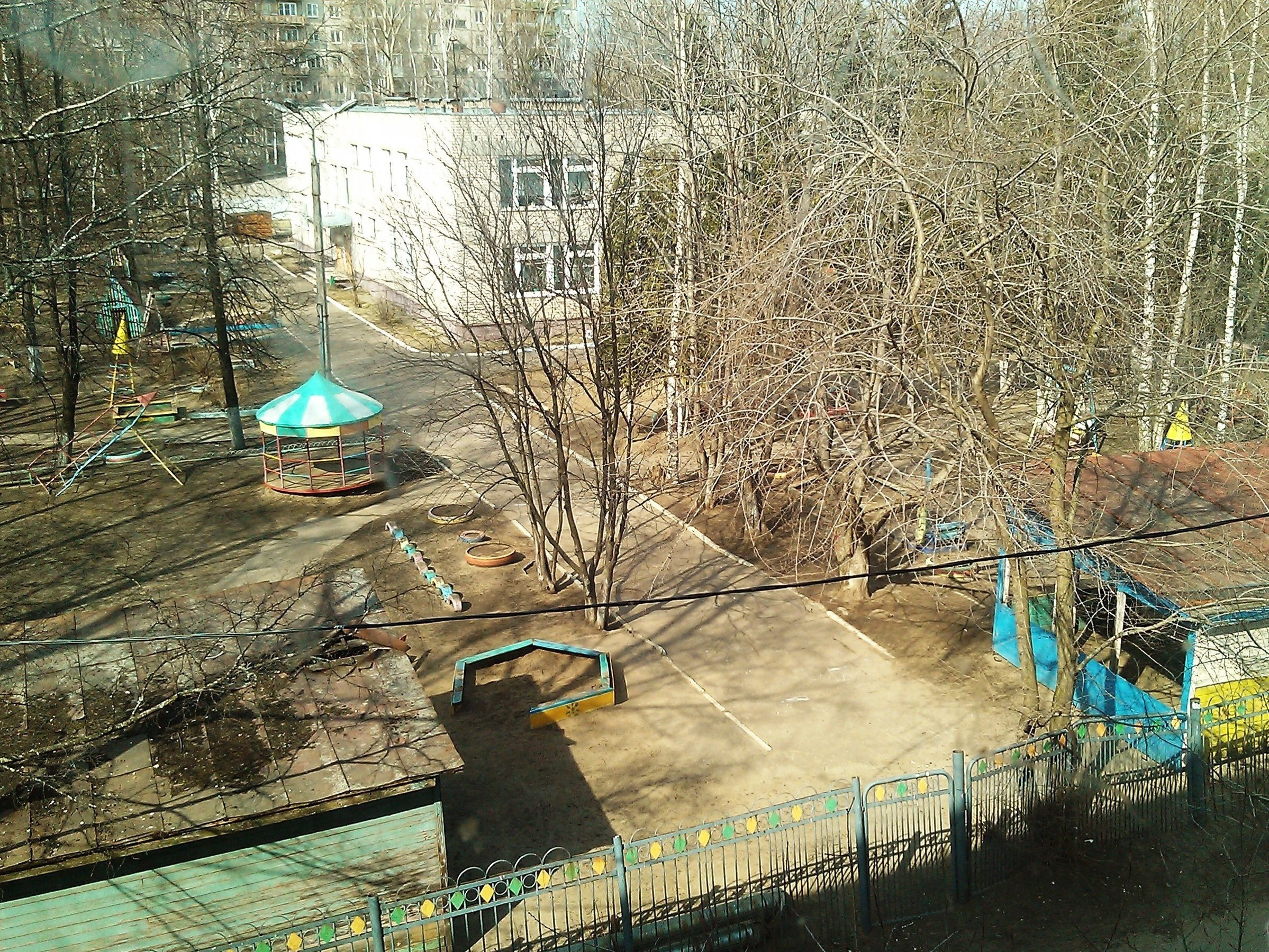
Детский сад № 24

В городе 181 учреждение дошкольного образования.
Особые учреждения
- Начальные школы — детские сады № 1, 99, 115, 191
- Специальная начальная школа — детский сад № 158
- ДЦ «Малышкина школа»
- Детский сад № 164 компенсирующего вида (аллергопатология)